# Riyadh Shawqi
Riyadh Shawqi (arabe : رياض شوقي, né en 1893 en Égypte et mort en 1943) est un joueur de football international égyptien, qui évoluait au poste de milieu de terrain.

## Biographie

### Carrière en sélection
Avec l'équipe d'Égypte, il joue 6 matchs (pour aucun but inscrit) entre 1920 et 1924.
Il figure notamment dans le groupe des sélectionnés lors des JO de 1920 et de 1924.